# TVBS (頻道)
TVBS頻道，全名無線衛星電視台，是中華民國TVBS（聯利媒體）經營的有線電視頻道，也是該公司第一個開播的頻道，簡稱S台（原簡稱為T台）。

## 頻道歷史
臺灣在1990年之前，電視僅有台視、中視、華視，號稱「老三台」。1993年，立法院三讀通過《有線廣播電視法》，開放有線電視。同年9月28日，無線衛星電視台開播，為全國第一個有線衛星頻道。開播初期節目畫面右上角台標使用「無線電視台」，「TVBS」為「TVB Super Channel」的縮寫，宣傳口號「第四個電視台，第二個選擇」，標榜與無線電視做出市場區隔。
無綫衛星電視臺在1993年至2004年間定頻在38頻道，播出節目內容為綜合台類型。開播時畫面右上角頻道標誌為交錯使用TVB與TVBS標誌，各節目開播前播出的頻道形象動畫則統一使用TVBS標誌。
2005年，因應中華民國行政院新聞局「同類節目區塊定頻政策」，以「新聞綜合台」的執照定頻於「新聞台區塊（50~58頻道）」中的56頻道。
自2006年起，原先TVBS频道的內容，如港劇和綜藝節目等搬移到TVBS-G 黄金娱乐台(2009年后称TVBS欢乐台)繼續播送，而TVBS頻道則成為「全方位的新聞評論性頻道」。
2014年2月27日，該頻道的HD高畫質版本開始播出（試播）。2014年3月3日，該頻道的HD高畫質版本正式開播。
2016年12月21日，与TVBS其他2个频道（TVBS新闻台、TVBS欢乐台）共同更換全新台標。
2023年12月31日，TVBS56頻道為首次製播2024臺北最HIGH新年城跨年晚會

## TVBS頻道主播群

### 新聞主播
| 主播     | 節目名稱      |
| -------- | ------------- |
| 方念華   | Focus全球新聞 |
| 主播排班 | Focus國際話題 |
| 葉佳蓉   | Focus世界新聞 |

## 節目主持人
| 主持人                      | 節目名稱               |
| --------------------------- | ---------------------- |
| 趙少康                      | 少康戰情室             |
| 錢怡君                      | TVBS戰情室             |
| 陳文茜                      | TVBS文茜的世界周報     |
| 陳文茜                      | TVBS文茜的世界財經周報 |
| 方念華                      | TVBS看板人物           |
| 鄭凱云 陳欣湄、韋汝         | 健康2.0                |
| 莊開文                      | T觀點                  |
| 錢麗如                      | 一步一腳印 發現新台灣  |
| 蘇宗怡                      | 地球黃金線             |
| 謝曜州                      | 國民大會               |
| 錢怡君 陳諺瑩 王淺秋 譚伊倫 | 新聞大白話             |
| 黃斐瑜                      | 金臨天下               |

## 停播節目

### 新聞資訊節目
| 開播日期           | 節目名稱              | 主持人                                                                       |
| ------------------ | --------------------- | ---------------------------------------------------------------------------- |
|                    | 《大搜索線》          | 張雅琴、何啟聖、詹慶齡。                                                     |
|                    | 《錢線新聞》          | 秦綾謙播報。                                                                 |
|                    | 《善耕台灣》          | 李濤主持。                                                                   |
|                    | 《TVBS晚間新聞》      | 張雅琴、詹怡宜、蘇逸洪、詹慶齡、李四端、岑永康、謝向榮、蕭子新、莊開文播報。 |
|                    | 《TVBS哈新聞》        | 翁滋蔓、張嘉雲主持。                                                         |
|                    | 《TVBS創富報導》      | 黃斐瑜、黃洛婷、李岱娟、王慧文、林婉婷播報。（轉型為創富新聞）               |
|                    | 《TVBS錢線新聞》      |                                                                              |
|                    | 《TVBS午間新聞》      | 詹怡宜、蘇逸洪、蘇宗怡、陳雅琳、張婯嬅、吳安琪、莊開文播報。                 |
|                    | 《TVBS夜間新聞》      | 馬度芸、廖筱君、李晶玉、詹慶齡、丁靜怡、岑永康播報。                         |
|                    | 《晚間台語新聞》      | 蘇逸洪、詹慶齡、蘇宗怡、張婯嬅、陳雅琳播報。                                 |
|                    | 《午間台語新聞》      | 蘇逸洪、詹慶齡、蘇宗怡、張婯嬅、陳雅琳播報。                                 |
|                    | 《TVBS創富新聞》      | 黃斐瑜、蔡宜靜播報。                                                         |
| 2013年6月29日開播  | 《周末熊新聞》        | 由郭子乾、九孔、陳漢典主持。                                                 |
| 2014年4月5日開播   | 《台灣是我家》        | 由吳安琪、李文儀主持。                                                       |
| 2015年10月24日開播 | 《背包客來尞》        | 由劉道玄主持。                                                               |
| 2016年3月14日開播  | 《宅男的世界》        | 由蘇宗怡主持。                                                               |
| 2017年8月14日開播  | 《星鮮話》            | 由郭靜主持。                                                                 |
|                    | 《週日Focus全球新聞》 | 詹舒涵播報。                                                                 |
|                    | 《午間Focus全球新聞》 | 黃星樺、詹舒涵輪流播報。                                                     |
| 2019年12月3日開播  | 《財經大白話》        | 由翟翾主持。                                                                 |
|                    | 《中國進行式》        | 由莊開文主持。                                                               |

### 談話節目
| 開播日期           | 節目名稱           | 主持人                                                       |
| ------------------ | ------------------ | ------------------------------------------------------------ |
|                    | 《真情指數》       | 蔡康永主持。                                                 |
|                    | 《新聞夜總會》     | 李艷秋主持。                                                 |
|                    | 《2100全民開講》   | 李濤主持。                                                   |
|                    | 《2100黑白相對論》 | 羅智強主持。                                                 |
|                    | 《TVBS創富人生》   | 林婉婷、王慧文主持。（轉型為創富新聞）                       |
|                    | 《TVBS特別企劃》   | 由趙少康、鄭麗文主持                                         |
| 2014年3月17日開播  | 《麗文正經話》     | （前身為《Today正經話》），由鄭麗文固定主持。                |
| 2015年9月28日開播  | 《少康會客室》     | 由趙少康主持。                                               |
| 2015年7月13日開播  | 《讚聲大國民》     | 由鄭凱云固定主持，2016年2月1日起改由TVBS主播蘇宗怡固定主持。 |
| 2017年3月6日開播   | 《小燕有約》       | 由張小燕主持。                                               |
| 2019年12月12日開播 | 《T台政經話》      | 由錢怡君主持。                                               |

## 跨年晚會轉播
- 2024臺北最HIGH新年城
- 2025臺北最HIGH新年城

## 美國版本播放
TVBS美國版本的節目編排時間以西岸為準，從啟播至2012年11月18日在美國曾透過DIRECTV於「TVB翡翠組合」及「國語白金組合」分別使用第452頻道及第2057頻道收看，在美國透過Dish Network使用第9985頻道收看，該版本除了大部分時間轉播在台灣收看的TVBS直播中的節目之外，其餘時間插播TVBS各頻道製播的節目，還有在美國當地製作而播放的《美國新聞》。

## 出版雜誌
- 1997年11月8日至2015年2月12日《TVBS周刊》（雙週刊），出版社：英特發（已停刊）

## 外部連結
- TVBS官方網站（页面存档备份，存于）
- TVB USA官方網站（页面存档备份，存于）
- TVBS新聞的Facebook專頁
- TVBS新聞網的Instagram帳戶
- YouTube上的TVBS 56頻道 24小時LIVE直播